# The Riches
The Riches. è una serie televisiva statunitense e trasmessa negli Stati Uniti da FX dal 2007 al 2008 e in Italia da Cult dal 2009.
La serie, creata da Dmitry Lipkin, narra le vicende della famiglia Malloy una famiglia di nomadi in fuga da proprio clan che decide di assumere l'identità di una famiglia borghese.

## Trama
La famiglia Malloy è vissuta girovagando di qua e di là  di paese in paese commettendo truffe, raggiri e vari lavoretti ma si presenta finalmente un'occasione quella di poter vivere una vita da borghesi e di assumere nuova identità. Colta questa occasione si renderanno conto che è tutto completamente diverso, fra situazioni comiche, drammatiche e grottesche inerenti a droga, tradimenti e un omicidio affronteranno uno stato apparente di benessere dove si cela una vita difficoltosa e il passato che lì minaccia fino a dover affrontare una drastica decisione.

## Episodi
| Stagione         | Episodi | Prima TV USA | Prima TV Italia |
| ---------------- | ------- | ------------ | --------------- |
| Prima stagione   | 13      | 2007         | 2009            |
| Seconda stagione | 7       | 2008         | 2009            |